# Movša Feigins
Movsas Feigins o Movša Feigins (28 de febrer de 1908 – 11 d'agost de 1950) fou un mestre d'escacs letó. Movsas Feigins va néixer a Dvinsk (llavors Imperi Rus, actualment Daugavpils, Letònia).

## Resultats destacats en competició
El 1930 va guanyar el torneig de Riga, i el 1932 es proclamà campió de Letònia a Jelgava (després d'un play-off). El 1932, va empatar als llocs 3r–5è a Riga (el campió fou Vladimirs Petrovs). El 1936/37, va empatar als llocs 4t-5è a Hastings (el campió fou Aleksandr Alekhin). El 1937, empatà als llocs 15è–16è al fort torneig de Kemeri (els campions foren Salo Flohr, Petrovs i Samuel Reshevsky); fou 2n a Brussel·les (Quadrangular, el campió fou Alberic O'Kelly de Galway); fou 3r, rere Petrovs i Fricis Apšenieks, a Riga (Triangular, 7è Campionat de Letònia), i fou 2n a Riga (Quadrangular, el guanyador fou Paul List). El març de 1939, fou 6è a Kemeri–Riga (el campió fou Flohr).
El març de 1941, Feigins va empatar als llocs 6è–8è al Torneig de Mar del Plata 1941 (el campió fou Gideon Ståhlberg). Després d'alguns anys vivint a Asunción, Paraguai, va tornar a jugar el 1946, i fou 3r a Buenos Aires (Círculo "La Regence"). Va morir en la pobresa a Buenos Aires.

### Participació en competicions per equips
Feigins va jugar, representant Letònia, en cinc olimpíades d'escacs oficials, i també a la III Olimpíada no oficial de Múnic 1936.
- El juliol de 1930, va jugar al tercer tauler a la 3a Olimpíada a Hamburg (+6 –5 =6).
- El juliol de 1931, va jugar al quart tauler a la 4a Olimpíada a Praga (+8 –5 =2).
- El juliol de 1933, va jugar al tercer tauler a la 5a Olimpíada a Folkestone (+6 –2 =6).
- L'agost 1935, va jugar al tercer tauler a la 6a Olimpíada a Varsòvia (+7 –5 =5).
- L'agost-setembre de 1936, va jugar al tercer tauler a l'olimpíada no oficial de Múnic (+12 –2 =5).
- L'agost-setembre de 1939, va jugar al tercer tauler a la 8a Olimpíada a Buenos Aires (+10 –4 =5).

Hi va guanyar dues medalles individuals: bronze el 1933 i argent el 1936.
El setembre de 1939, quan va esclatar la II Guerra Mundial, Feigins, conjuntament amb molts altres participants de la 8a Olimpíada d'escacs va decidir de romandre permanentment a l'Argentina.

## Partides notables
- Einar Thorvaldsson (ISL) vs Movsas Feigins, Folkestone 1933, 5th Olympiad, King's Indian, E90, 0-1
- Movsas Feigins vs Endre Steiner (HUN), Múnic (ol) 1936, Nimzo-Indian, Classical, E38, 1-0 Arxivat 2007-09-27 a Wayback Machine.
- Milan Vidmar vs Movsas Feigins, Hastings 1936/37, Queen's Gambit Declined, Orthodox Defense, Classical, D68, 0-1
- Karlis Ozols vs Movsas Feigins, Kemeri 1937, English Opening, A13, 0–1
- Movsas Feigins vs László Szabó, Kemeri–Riga 1939, Grünfeld Defense, Russian Variation, D97, 1-0
- Movsas Feigins vs Markas Luckis (LTU), Buenos Aires 1939, 8th Olympiad, Nimzo-Indian, Classical, E33, 1-0 Arxivat 2007-09-27 a Wayback Machine.
- Movsas Feigins vs Erich Eliskases, Mar del Plata 1941, Nimzo-Indian, Classical, E33, 1/2-1/2